# Kolbottensjön

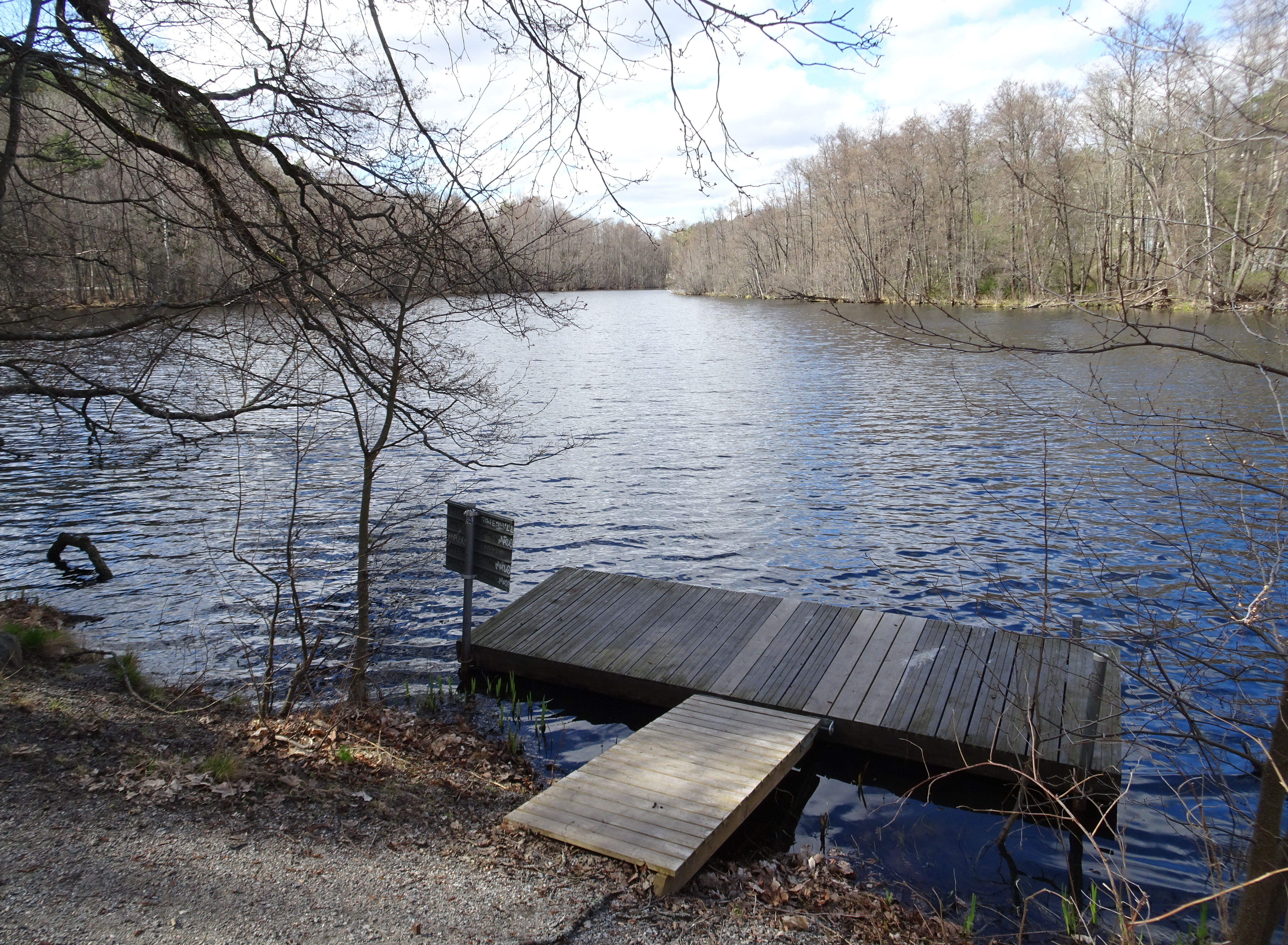
Kolbottensjön, sedd mot väster, april 2022.

Kolbottensjön är en mindre sjö belägen på gränsen mellan Erstavik och Saltsjö-Duvnäs i Nacka kommun. Officiellt är Kolbottensjön en av Järlasjöns bassänger.

## Beskrivning

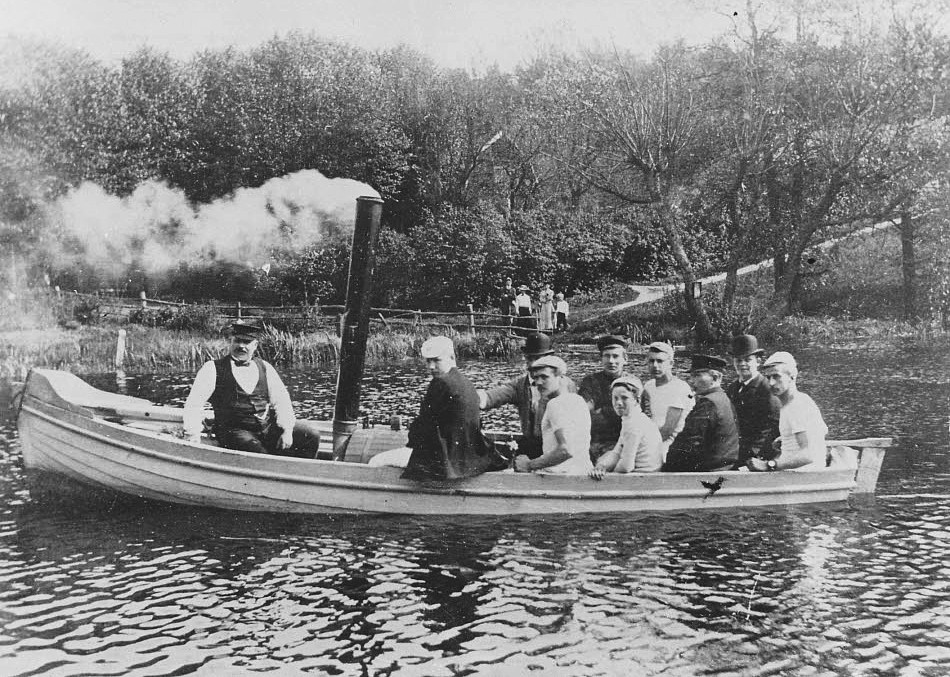
Mindre ångbåt på Kolbottensjön, 1895.

Sjön har sitt namn efter en träkolningsplats för Nacka bruk kallad Kolbotten. På en karta över Sicklaön från 1690 syns sjön som där kallas bara Träsk. I väster går ett smalt vattendrag till Järlasjön och i öster är värdshuset Kåhlboten inritat. Sjön omnämns 1714 som Kålbotn respektive Kålbotten. På en karta från 1850-talet kallas sjön Kålbottens pussen, där pussen har betydelsen "mindre grund vattensamling".
Den lilla, mycket grunda sjön är en sista rest efter en farled som på vikingatiden gick från Östersjön via dagens Lännerstasundet, Duvnäsviken, Kolbottensjön, Järlasjön, Sicklasjön, Hammarby sjö in till Årstaviken och vidare ut i Mälaren. Kontakten bröts genom landhöjningen. Mot väster står Kolbottensjön via en smal kanotled (genom rörbron under Saltsjöbadsleden) i förbindelse med Järlasjön.
På 1600-talet gick här den livligt trafikerade vintervägen från Värmdö kyrka över Hammarby sjö och vidare till Stockholm. Intill Kolbottensjöns östra slut fanns på 1700-talet en välkänd krog, Kolbottens Wärdshus, som på sin tid lockade kända gäster, bland dem Carl Gustaf Tessin och Märta Helena Reenstierna kallad Årstafrun som nämner värdshuset i sina dagböcker. 
På 1890-talet anlades Saltsjöbanans spår genom dalgången förbi Kolbottensjön och Saltsjö-Duvnäs station byggdes intill sjöns östra sida. Från äldre tider kvarstår en välbevarad mangårdsbyggnad strax söder om stationshuset och uppförd i mitten av 1700-talet. Byggnaden benämndes förr Övre Kolbotten och tillhör en av arrendegårdarna under Erstavik.

## Historiska kartor

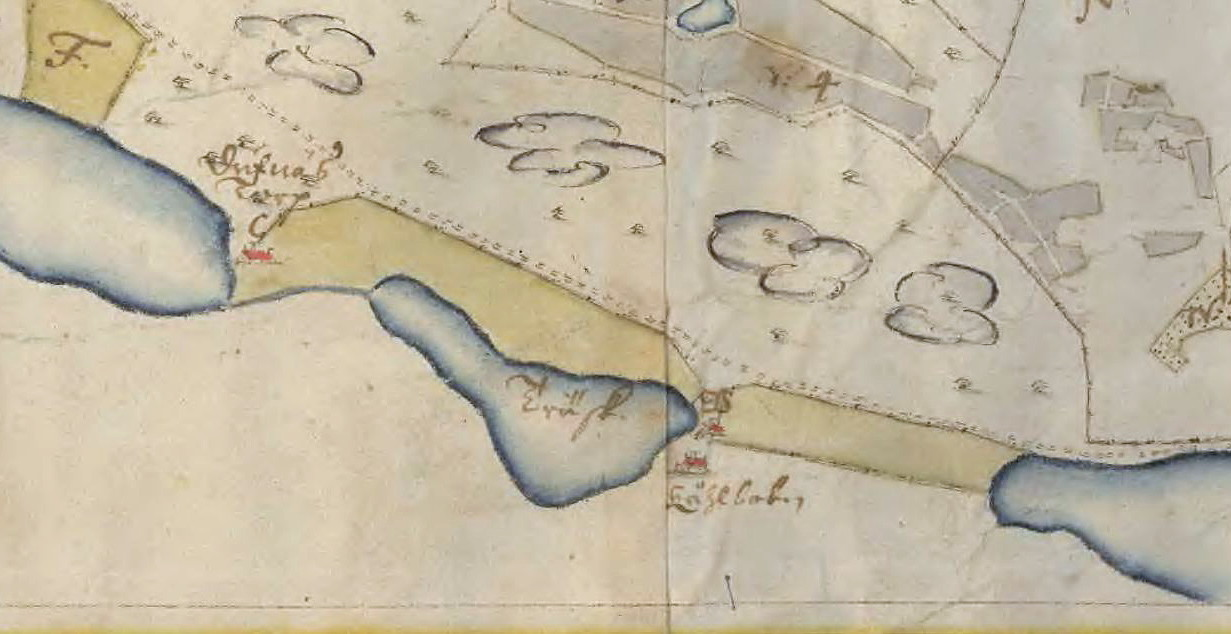
"Träsk" 1690.
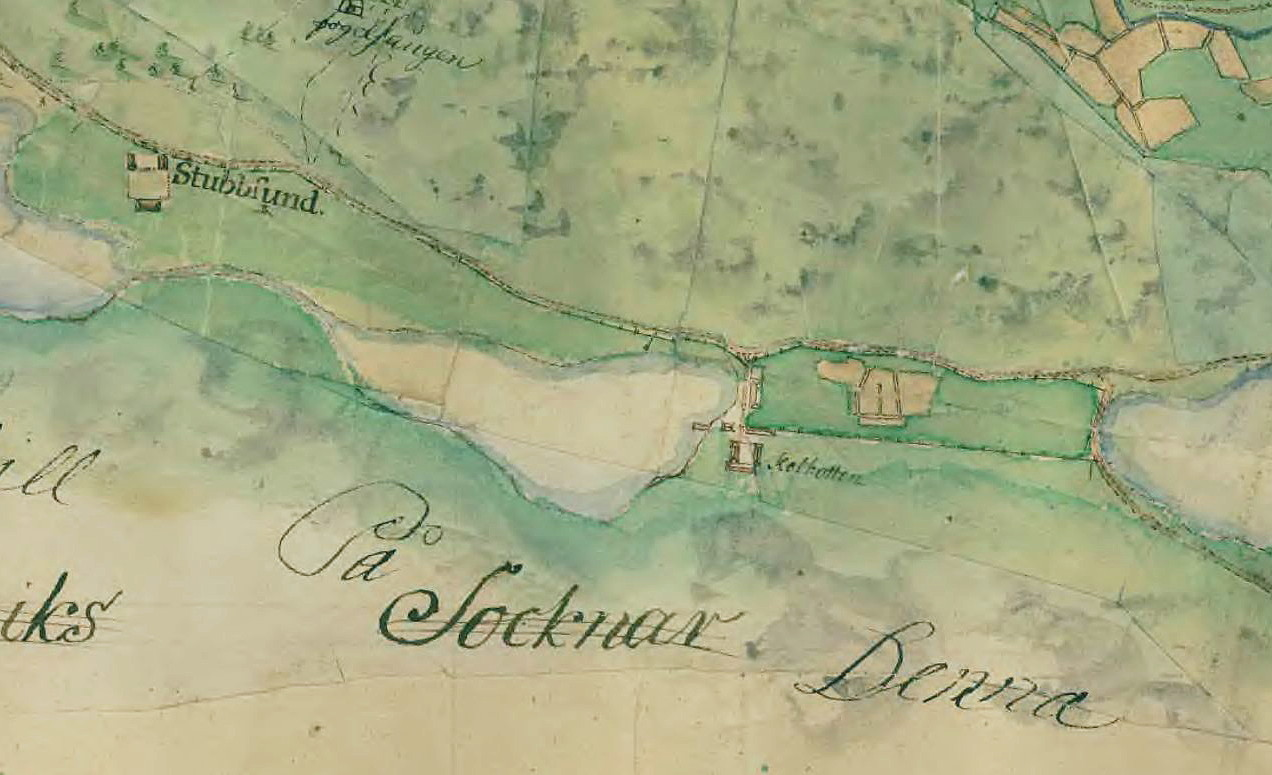
Utan namn 1774.
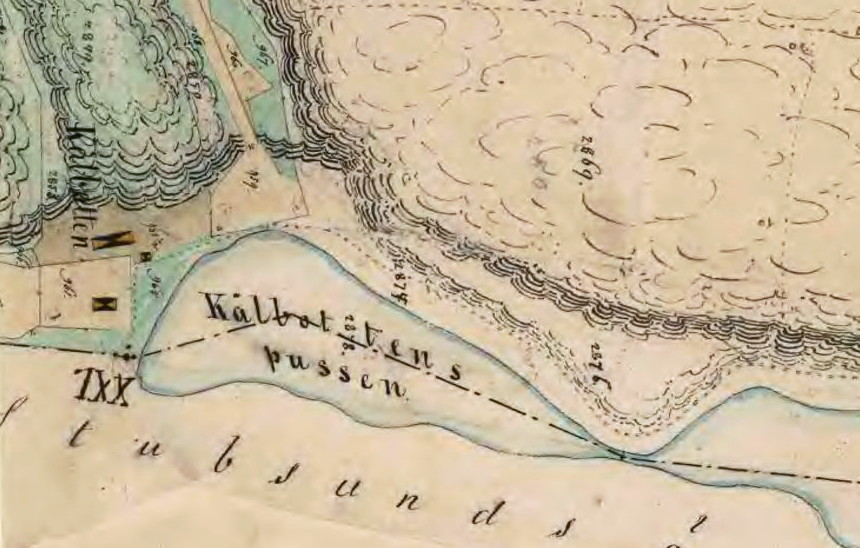
"Kålbottens pussen" 1851 (norr är nedåt).

## Nutida bilder

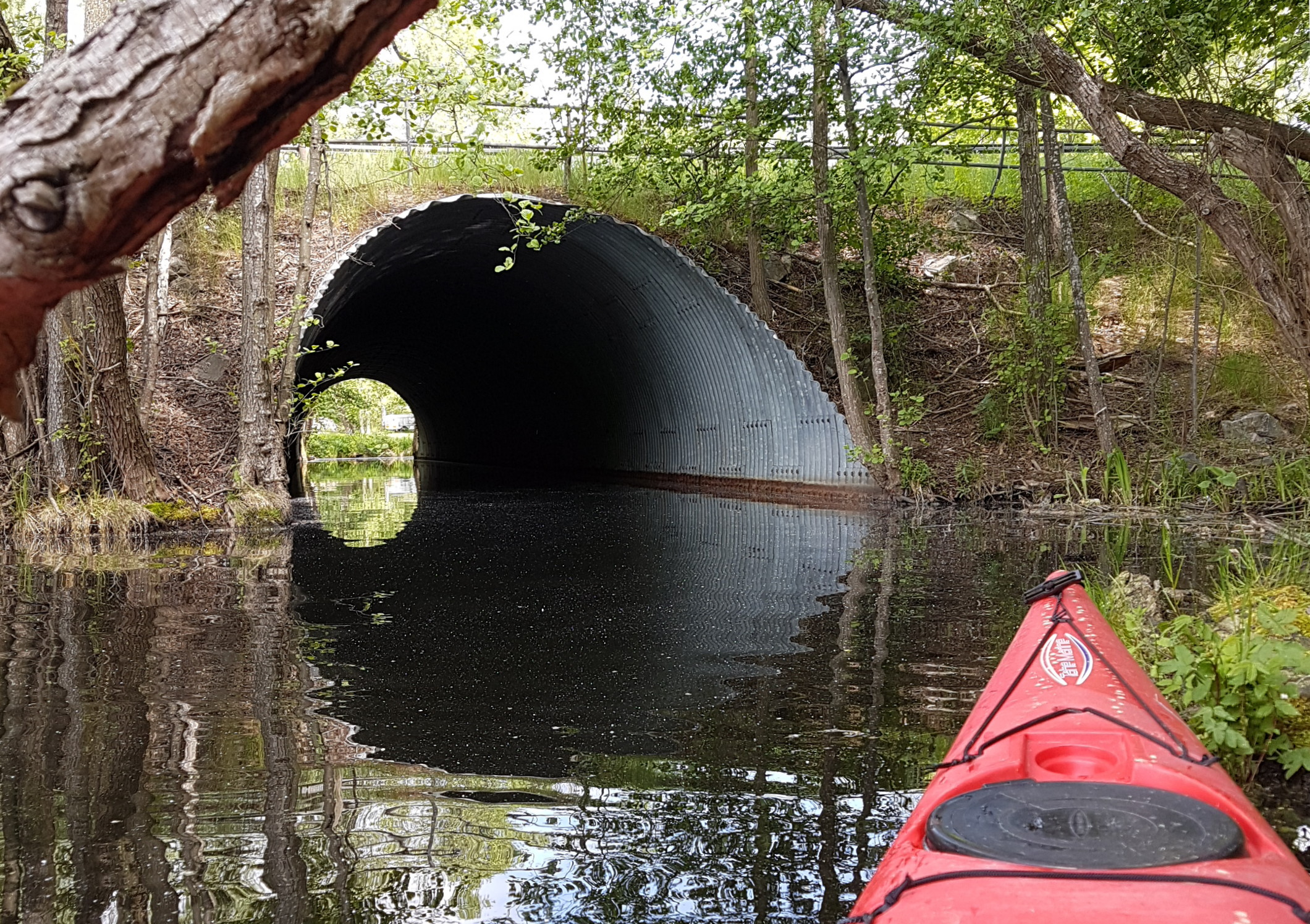
Rörbron under Saltsjöbadsleden, vy från Järlasjön.
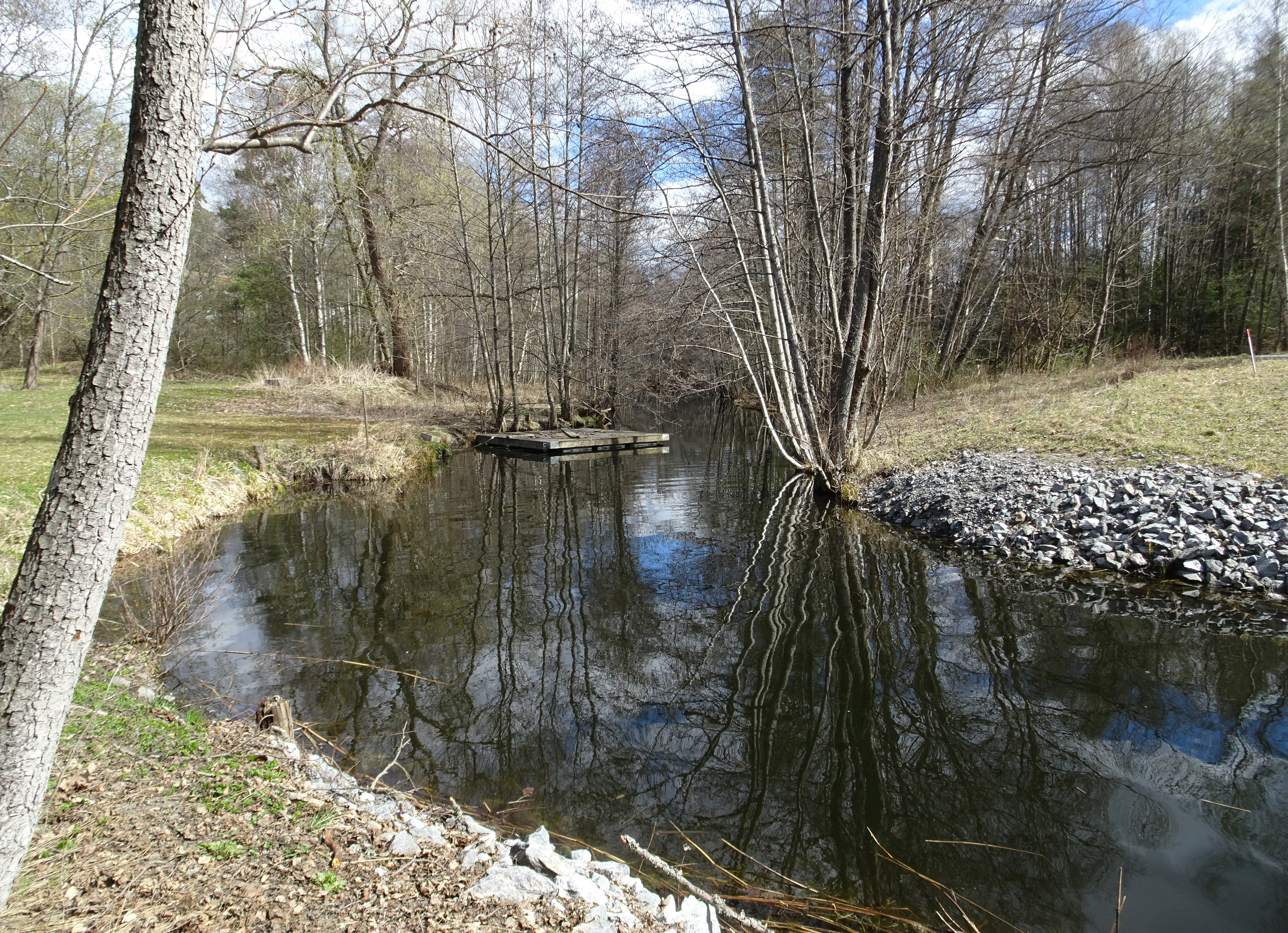
Kanalen vid Stubbsund.
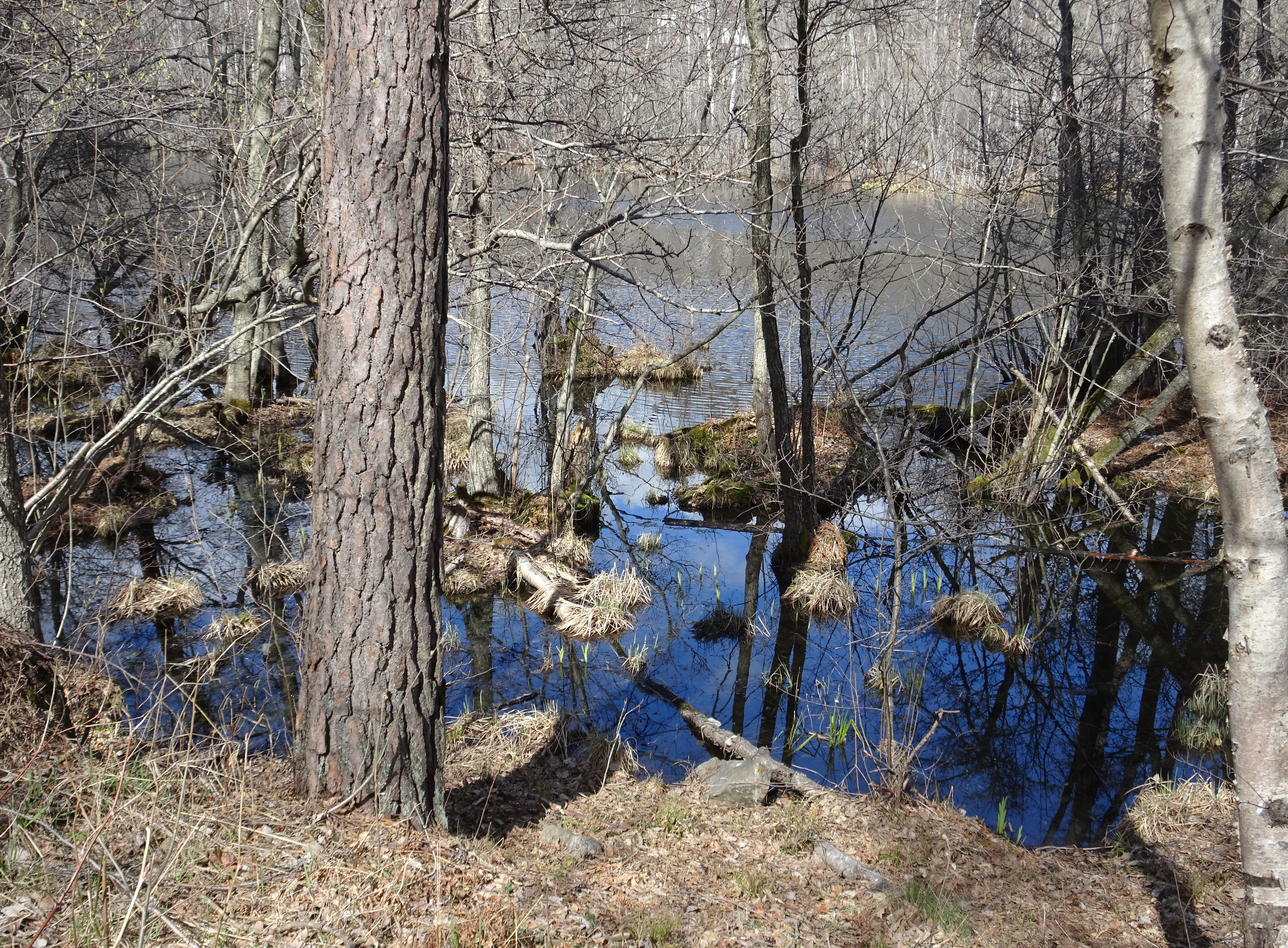
Kolbottensjön, södra strand, våren 2022.
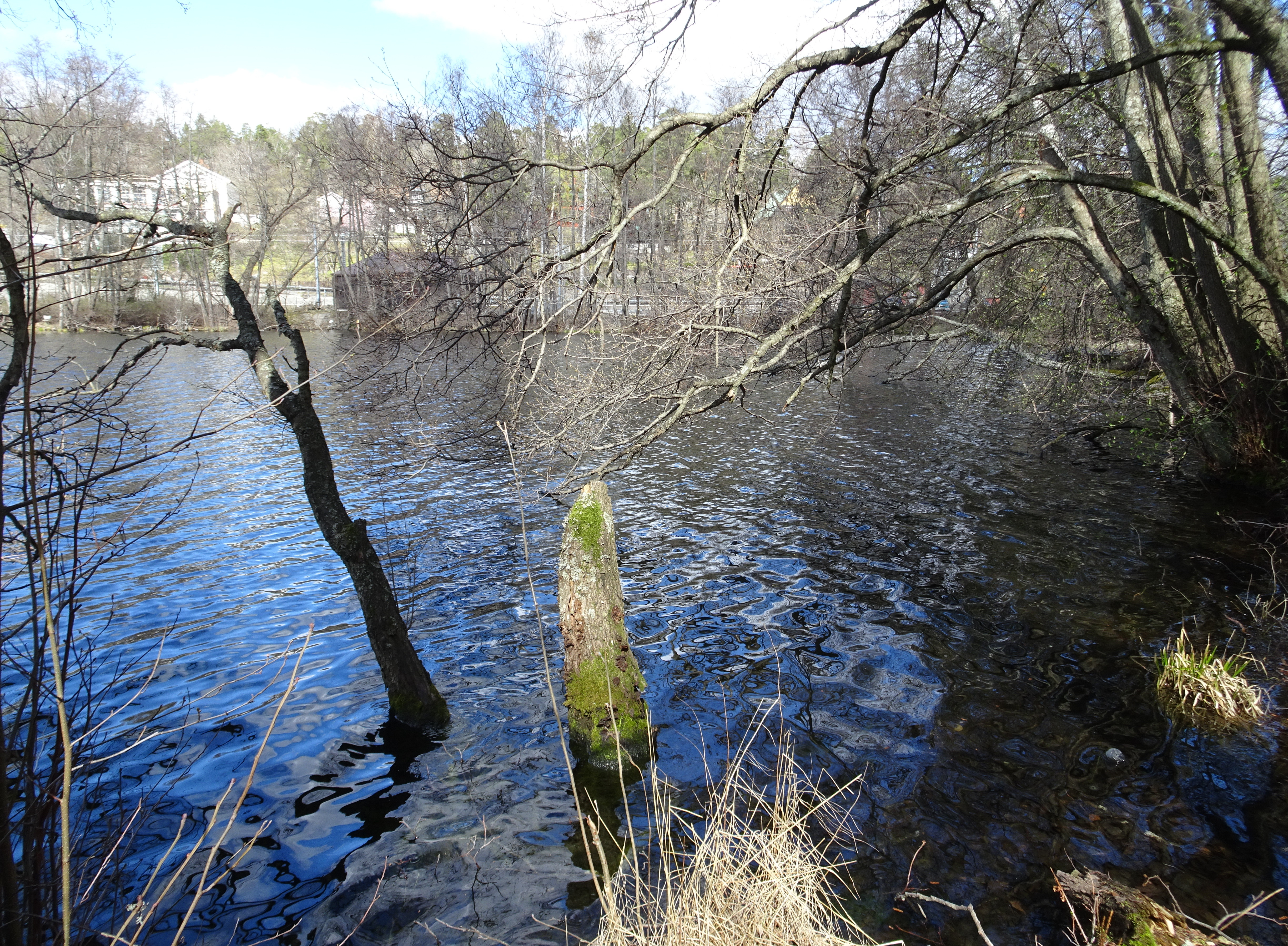
Kolbottensjön, östra strand, våren 2022.